# EMC2
EMC2 (англ. ER membrane protein complex subunit 2) – білок, який кодується однойменним геном, розташованим у людей на короткому плечі 8-ї хромосоми. Довжина поліпептидного ланцюга білка становить 297 амінокислот, а молекулярна маса — 34 834.
| 10         |  | 20         |  | 30         |  | 40         |  | 50         |
| ---------- |  | ---------- |  | ---------- |  | ---------- |  | ---------- |
| MAKVSELYDV |  | TWEEMRDKMR |  | KWREENSRNS |  | EQIVEVGEEL |  | INEYASKLGD |
| DIWIIYEQVM |  | IAALDYGRDD |  | LALFCLQELR |  | RQFPGSHRVK |  | RLTGMRFEAM |
| ERYDDAIQLY |  | DRILQEDPTN |  | TAARKRKIAI |  | RKAQGKNVEA |  | IRELNEYLEQ |
| FVGDQEAWHE |  | LAELYINEHD |  | YAKAAFCLEE |  | LMMTNPHNHL |  | YCQQYAEVKY |
| TQGGLENLEL |  | SRKYFAQALK |  | LNNRNMRALF |  | GLYMSASHIA |  | SNPKASAKTK |
| KDNMKYASWA |  | ASQINRAYQF |  | AGRSKKETKY |  | SLKAVEDMLE |  | TLQITQS    |

A: Аланін

C: Цистеїн

D: Аспарагінова кислота

E: Глутамінова кислота

F: Фенілаланін

G: Гліцин

H: Гістидин

I: Ізолейцин

K: Лізин

L: Лейцин

M: Метіонін

N: Аспарагін

P: Пролін

Q: Глутамін

R: Аргінін

S: Серин

T: Треонін

V: Валін

W: Триптофан

Задіяний у такому біологічному процесі, як ацетилювання. 
Локалізований у цитоплазмі, ядрі.